# Together Again (песня Бака Оуэнса)
«Together Again» — песня американского кантри-певца и гитариста Бака Оуэнса. Дважды возглавляла чарт Hot Country Songs: первый раз в 1964 году в исполнении самого Оуэнса, а затем в 1976 году в интерпретации Эммилу Харрис. Обыгрывая данный факт, Оуэнс и Харрис в 1979 году вместе записали сиквел — «Play Together Again Again».
Оригинальную композицию перепевали и многие другие кантри-артисты, среди которых Рэй Прайс, Китти Уэллс, Дотти Уэст, Кенни Роджерс, Глен Кэмпбелл, Винс Гилл, Дуайт Йокам и The Flying Burrito Brothers. Также к песне обращались музыканты из мира рок-н-ролла и ритм-н-блюза, такие как Рэй Чарльз, Ванда Джексон, Джерри Ли Льюис и Эл Грин.

## История

### Оригинал Бака Оуэнса (1964)
В 1948 году скрипач Боб Уиллс и вокалист его группы The Texas Playboys Томми Данкан прекратили многолетнее сотрудничество, что стало громким событием в музыкальной индустрии. Спустя 12 лет они вновь объединились и записали альбом Together Again (1960). Эта история расставания и воссоединения друзей-музыкантов, а также название их совместной пластинки, вдохновили Бака Оуэнса на создание одноимённой песни. Последняя однако в итоге была написана от лица мужчины, который безмерно счастлив, что воссоединился с любимой женщиной. Композицию Оуэнс сочинил в три часа ночи и всего за 15 минут. При этом, несмотря на её позитивный смысл, звучание получилось грустным. Как отмечал сам певец, «Together Again» — радостная песня, но из-за меланхоличной и медленной мелодии большинство людей воспринимают её противоположным образом. «Всё потому, что они не слушают текст», — объяснял артист.
Между тем изначально Оуэнс позиционировал «Together Again» как «песню на выброс» и поэтому разместил её на стороне «Б» сингла «My Heart Skips A Beat». Но в итоге хитами № 1 в Hot Country Songs оказались оба трека. После релиза в феврале 1964 года вершину чарта сперва заняла «My Heart Skips a Beat», но спустя несколько недель «Together Again», ставшая к тому моменту крайне популярной на радио, сместила её на второе место и возглавила хит-парад. Впоследствии они ещё дважды менялись позициями. Помимо существенного успеха в чартах, «Together Again» оставила заметный след в кантри и с инструментальной точки зрения. Плавное соло на педал-стил в высоком регистре на оригинальной записи исполнил Том Брамли. Его манера игры в данной песне стала образцовой для следующих поколений слайд-гитаристов. В целом же эта гитарная партия завоевала широкое признание как одно из лучших соло на педал-стил в истории музыки кантри.
Детали записи: Сессии прошли 28 января 1964 года в студии Capitol Tower Recording Studio, Голливуд, Калифорния, под руководством продюсера Кена Нельсона. Композицию исполнил ансамбль Buck Owens & His Buckaroos в составе: Бак Оуэнс (вокал, гитара), Дон Рич (вокальные гармонии, гитара, фиддл), Jelly Sanders (ритм-гитара, фиддл), Том Брамли (педал-стил), Дойл Холли (бас, вокальные гармонии) и Мэл Тейлор (ударные).

### Вариант Эммилу Харрис (1976)
Хотя во второй половине 1970-х годов Бак Оуэнс утратил былые позиции в музыкальном бизнесе, для только начинавшей карьеру Эммилу Харрис он являлся одним из самых любимых артистов. На своем альбоме Elite Hotel (1975) она записала интерпретацию «Together Again», которая в феврале 1976 года вышла в формате сингла. Трек стал первым хитом № 1 в Hot Country Songs как для самой артистки, так и для всего кантри-подразделения Warner Bros. Records. Обновлённой версией песни Харрис не только подняла свою популярность, но привлекла внимание молодой аудитории к классическому кантри, помогая восстановить уважение к Оуэнсу, как к одному из столпов жанра.
Начав карьеру с фолка, и затем перейдя на кантри, Харрис приводила «Together Again» в качестве наглядного примера того, как в кантри через невероятно простые тексты передаются очень сильные эмоции и чувства. «Ты словно идёшь по очень тонкой грани между крайне сопливым и банальным и действительно искренним и правдивым», — говорила она. Песню Харрис ассоциировала с воссоединением своих родителей, когда её отец вернулся из плена после Корейской войны, отмечая, что в её понимании «Together Again» определённо является радостной композицией. «Полагаю, очень сложно написать небанальную счастливую песню, и эта — блестящий образец таковой», — заключала певица.
Детали записи: Сессии прошли 12 сентября 1975 года под руководством продюсера Брайана Ахерна в студии Enactron Truck, Беверли-Хиллз, Калифорния. Певице аккомпанировали: Глен Хардин (пианино), Хэнк Девито (педал-стил) Джеймс Бёртон (электрогитара), Брайан Ахерн (акустическая гитара), Эмори Горди (бас), Джон Уэйр (ударные), Дайанн Брукс и Фэйсу Старлинг (бэк-вокал).

### Дуэт «Play Together Again Again» (1979)
В 1979 году «Together Again» получила сиквел, который совместно выпустили Эммилу Харрис и Бак Оуэнс. Началось всё с того, что авторы песен Чарльз Стюарт и Джерри Эбботт на пару сочинили композицию «Play Together Again Again», посвятив её оригинальной работе Оуэнса, а самого певца указали соавтором. В тот период Харрис и Оуэнс были подписаны на один лейбл (Warner Bros. Records) и продюсер Норро Уилсон предложил им исполнить новую песню дуэтом, поскольку «Together Again» ранее стала кантри-хитом № 1 для них обоих. Таким образом в марте 1979 года Оуэнс приехал домой к Харрис и в мобильной студии Enactron Truck её тогдашнего мужа и продюсера Брайана Ахерна они вместе записали «Play Together Again Again», которая месяцем позже вышла в формате сингла (#WBS 8830). Как вспоминал Оуэнс, песню с готовностью подхватили программные директоры и диджеи радиостанций, поскольку были хорошо осведомлены о стоявшей за ней истории. В чарте Hot Country Songs она достигла позиции № 11.
Детали записи: Сессии прошли 21 марта 1979 года в студии Enactron Truck, Лос-Анджелес, Калифорния, под руководством Норро Уилсона. Участвовали: Бак Оуэнс (вокал, гитара), Эммилу Харрис (вокальные гармонии, гитара), Херб Педерсен (гитара), Фрэнк Рекард (гитара), Рик Канa (гитара), Хэнк Девито (педал-стил), Глен Хардин (пианино), Тони Браун (пианино), Эмори Горди (бас), Джон Уэйр (ударные) и Норро Уилсон (вокальные гармонии).

## Другие версии
Песню «Together Again» также записывали многие другие артисты, в числе которых (ниже указаны исполнители и соответствующие альбомы):
- Джерри Ли Льюис — The Greatest Live Show on Earth (1964)
- Рэй Прайс — Burning Memories (1964)
- Рэй Чарльз — Country and Western Meets Rhythm and Blues (1965)
- Джоди Миллер — The Great Hits of Buck Owens (1966)
- Китти Уэллс — Country All the Way (1966)
- Глен Кэмпбелл — Burning Bridges (1967)
- Ванда Джексон — Cream of the Crop (1968)
- Дин Мартин — My Woman, My Woman, My Wife (1970)
- Дотти Уэст — The Sound of Country Music (1971)
- Хэнк Уильямс — младший — Send Me Some Lovin' and Whole Lotta Loving (1972)
- The Flying Burrito Brothers — Honky Tonk Heaven (1974)
- Эл Грин — Full of Fire (1976)
- Дотти Уэст и Кенни Роджерс — Classics (1979, Вест) и Duets (1983, Роджерс)
- Элизабет Андреассен — Angel of the Morning (1981)
- Марк Ланеган — I’ll Take Care of You (1999)
- Дуайт Йокам — Dwight Sings Buck (2007)
- Джилл Йонсон — Music Row II (2009)
- Крис Хиллман и Херб Педерсен — At Edwards Barn (2010)
- Винс Гилл — Bakersfield (2013)
- Винс Гилл — The Life & Songs of Emmylou Harris (2016)

## Позиции в чартах

### «Together Again»
| Год  | Артист(ы)                  | Чарт                                   | Высшая позиция |
| ---- | -------------------------- | -------------------------------------- | -------------- |
| 1964 | Бак Оуэнс                  | США, Billboard, Hot Country Songs      | 1              |
| 1966 | Рэй Чарльз                 | США, Billboard, Hot 100                | 19             |
| 1966 | Рэй Чарльз                 | США, Billboard, Hot Adult Contemporary | 1              |
| 1966 | Рэй Чарльз                 | США, Billboard, Hot R&B/Hip-Hop        | 10             |
| 1966 | Рэй Чарльз                 | Канада, RPM 100                        | 17             |
| 1966 | Рэй Чарльз                 | Великобритания, UK Singles Chart       | 48             |
| 1976 | Эммилу Харрис              | США, Billboard, Hot Country Songs      | 1              |
| 1976 | Эммилу Харрис              | Канада, RPM Country Tracks             | 3              |
| 1976 | Эммилу Харрис              | Нидерланды, Single Top 100             | 15             |
| 1976 | Эммилу Харрис              | Нидерланды, Dutch Top 40               | 11             |
| 1976 | Эммилу Харрис              | Бельгия (Фландрия), Ultratop           | 19             |
| 1976 | Эммилу Харрис              | Бельгия (Валлония), Ultratop           | 44             |
| 1984 | Дотти Уэст и Кенни Роджерс | США, Billboard, Hot Country Songs      | 19             |
| 1984 | Дотти Уэст и Кенни Роджерс | Канада, RPM Country Tracks             | 29             |

### «Play Together Again Again»
| Год  | Артисты                   | Чарт                              | Высшая позиция |
| ---- | ------------------------- | --------------------------------- | -------------- |
| 1979 | Бак Оуэнс и Эммилу Харрис | США, Billboard, Hot Country Songs | 11             |
| 1979 | Бак Оуэнс и Эммилу Харрис | Канада, RPM Country Tracks        | 44             |